# A hasfelmetsző
A hasfelmetsző (The Ripper) egy 1997-es amerikai-ausztrál thriller.

## Történet
A történet eme változata nem annyira a gyilkosságokra összpontosít, hanem a brit trónörökös, körül élők arisztokratikus életére; hiszen az örökös maga a Hasfelmetsző Jack. A nyomozó (Patrick Bergin), az egyetlen, aki vádolni meri a várományost e szörnyű bűnökkel. Ráadásul szerelmes lesz az egyik gyilkosság szemtanújába, aki maga is veszélybe kerül amiatt, amit látott. A nyomozó kideríti, hogy a herceg szifiliszes, és az arzén injekciós kezelés váltotta ki nála az elmebajt. A nyomozó az ügy sikeres megoldása után feljebb emelkedhet a ranglétrán, de ő Florry-t, a szemtanút választja, akivel New Yorkba hajóznak.

## Szereplők
- Patrick Bergin – Jim Hansen, felügyelő
- Gabrielle Anwar – Florry Lewis
- Samuel West – Eddy herceg
- Michael York – Sir Charles Warren
- Adam Couper – Sgt Tommy Bell
- Essie Davis – Evelyn Bookman
- Olivia Hamnett – Lady Margaret
- Karen Davitt – Mary Kelly
- Damien Pree – Officer Peters
- Stewart Morritt – Cullen
- Kevin Miles – Sir William Fraser
- John Gregg – Dr. William Gull
- Frank Whitten – Dr. Pearce
- Peter Collingwood – Chalmers
- Josephine Keen – Lizzie

## Díjak, jelölések
Golden Reel Award  (1998)
- díj: Best Sound Editing – Television Movies of the Week – Dialogue & ADR – Peter Austin (supervising dialogue and adr editor), Ron Evans (dialogue editor/adr editor), Barbara Issak (dialogue editor), Gary Lewis (dialogue editor), Ralph Osborn III (dialogue editor), Dennis Gray (dialogue editor), Paul Longstaffe (adr editor), James Hebenstreit (adr editor), (Walla Group (adr editor)
- díj: Best Sound Editing – Television Movies of the Week – Dialogue & ADR (Tami Treadwell)